# The Yellow Album
The Yellow Album är det andra och senaste Simpsons-albumet med originalinspelningar, som en uppföljning till The Simpsons Sing the Blues. Albumet släpptes först 1998, trots att inspelningen ägt rum fler år tidigare.  Omslaget producerades som soffskämt i åttonde säsongen av Simpsons, "Bart After Dark" samt första visningen av "The Itchy & Scratchy & Poochie Show". Förutom några av skådespelarna från Simpsons som spelar sina karaktärer medverkar också Ann Wilson, Nancy Wilson, Linda Ronstadt, The Squishees och P-Funk All-Stars som sig själva. På förhandsutgåvan av CD-skivan fanns även låten "My Name Is Bart" med, som en pardodi på My Name Is Prince, den låten spelades in under 1993. På den låten medverkar Bart, Lisa och Marge.

## Låtlista
1. Love? - Bart Simpson (03:50)
2. Sisters are doin't for themselves - Ann Wilson, Nancy Wilson, Lisa Simpson, Patty Bouvier & Selma Bouvier (04:00)
3. Funny how time slips away - Linda Ronstadt & Homer Simpson (04:06)
4. Twenty-Four hours a day - Apu Nahasapeemapetilon & The Squishees (04:24)
5. The ten commandments of Bart - Bart Simpson (06:08)
6. I just can't help myself - Bart Simpson, Lisa Simpson & Homer Simpson (04:58)
7. She's comin' out swingin' - Lisa Simpson & P-Funk All-Stars (06:37)
8. Anyone Else - Bart Simpson & Lisa Simpson (03:56)
9. Every summer with you - Marge Simpson & Homer Simpson (03:36)
10. Hail to thee, Kamp Krusty - Barnkör, Otto Mann, Lisa Simpson, Martin Prince, Bart Simpson & Krusty the Clown (05:00)

## Röster
- Dan Castellaneta - Homer Simpson/Krusty the Clown
- Julie Kavner - Marge Simpson/Selma Bouvier/Patty Bouvier
- Nancy Cartwright - Bart Simpson
- Yeardley Smith - Lisa Simpson
- Hank Azaria - Apu Nahasapeemapetilon
- Harry Shearer - Otto Mann
- Russi Taylor - Martin Prince